# الیسن انجین
الیسن انجین (به انگلیسی: Allison Engine) یک شرکت آمریکایی سازندهٔ موتور هواگرد است. در سال ۱۹۲۹ اندکی پس از مرگ جیمز الیسن، این شرکت به وسیلهٔ برادران فیشر خریداری شد. فیشر شرکت را به جنرال موتورز فروخت. جنرال موتورز تا سال ۱۹۹۵ مالک این شرکت بود و در این سال رولز-رویس پی‌ال‌سی آن را خرید و تبدیل به یک از شرکت‌های وابسته به رولز-رویس پی‌ال‌سی گردید و به رولز-رویس کرپریشن تغییر نام داد.

## محصولات
- الیسن وی-۱۷۱۰
- الیسن وی-۳۴۲۰
- الیسون جی۳۳
- الیسون جی۳۵
- الیسن جی۷۱
- الیسن جی۱۰۲
- الیسن تی اف۴۱
- رولز-رویس ای‌ئی ۳۰۰۷
- الیسن مدل ۲۵۰
- رولز-رویس ای‌ئی ۲۱۰۰
- الیسن تی۳۸
- الیسن تی۴۰
- الیسن تی۵۶
- رولز-رویس تی۴۰۶
- الیسن تی۵۶
- پرت اند ویتنی/الیسون ۵۷۸-دی‌ایکس